# Ronda Élite a la Eurocopa Sub-17 2007
La Ronda Élite a la Eurocopa Sub-17 2007 contó con la participación de 28 selecciones infantiles de Europa, 25 de las cuales provienen de la ronda anterior.
Los vencedores de cada grupo clasifican a la fase final del torneo a celebrarse en Bélgica junto al país anfitrión.

## Grupo 1
| País     | J | G | E | P | GF | GC | GD | Pts |
| -------- | - | - | - | - | -- | -- | -- | --- |
| Alemania | 3 | 3 | 0 | 0 | 11 | 2  | 9  | 9   |
| Irlanda  | 3 | 2 | 0 | 1 | 3  | 4  | -1 | 6   |
| Escocia  | 3 | 0 | 1 | 2 | 2  | 6  | -4 | 1   |
| Grecia   | 3 | 0 | 1 | 2 | 1  | 5  | -4 | 1   |

| 21 de marzo | Alemania | 4 - 1 | Grecia   |
|             | Irlanda  | 2 - 1 | Escocia  |
| 23 de marzo | Alemania | 4 - 1 | Escocia  |
|             | Grecia   | 0 - 1 | Irlanda  |
| 26 de marzo | Irlanda  | 0 - 3 | Alemania |
|             | Escocia  | 0 - 0 | Grecia   |

## Grupo 2
| País            | J | G | E | P | GF | GC | GD | Pts |
| --------------- | - | - | - | - | -- | -- | -- | --- |
| Ucrania         | 3 | 3 | 0 | 0 | 8  | 2  | 6  | 9   |
| Italia          | 3 | 2 | 0 | 1 | 4  | 2  | 2  | 6   |
| República Checa | 3 | 1 | 0 | 2 | 6  | 7  | -1 | 3   |
| Eslovaquia      | 3 | 0 | 0 | 3 | 0  | 7  | -7 | 0   |

| 24 de marzo | Ucrania         | 2 - 0 | Eslovaquia      |
|             | Italia          | 2 - 1 | República Checa |
| 26 de marzo | Ucrania         | 5 - 2 | República Checa |
|             | Eslovaquia      | 0 - 2 | Italia          |
| 29 de marzo | Italia          | 0 - 1 | Ucrania         |
|             | República Checa | 3 - 0 | Eslovaquia      |

## Grupo 3
| País                 | J | G | E | P | GF | GC | GD | Pts |
| -------------------- | - | - | - | - | -- | -- | -- | --- |
| Inglaterra           | 3 | 3 | 0 | 0 | 8  | 1  | 7  | 9   |
| Serbia               | 3 | 2 | 0 | 1 | 8  | 3  | 5  | 6   |
| Azerbaiyán           | 3 | 1 | 0 | 2 | 2  | 6  | -4 | 3   |
| Bosnia y Herzegovina | 3 | 0 | 0 | 3 | 0  | 8  | -8 | 0   |

| 23 de marzo | Inglaterra           | 5 - 0 | Bosnia y Herzegovina |
|             | Serbia               | 5 - 1 | Azerbaiyán           |
| 25 de marzo | Inglaterra           | 1 - 0 | Azerbaiyán           |
|             | Bosnia y Herzegovina | 0 - 2 | Serbia               |
| 28 de marzo | Serbia               | 1 - 2 | Inglaterra           |
|             | Azerbaiyán           | 1 - 0 | Bosnia y Herzegovina |

## Grupo 4
| País         | J | G | E | P | GF | GC | GD | Pts |
| ------------ | - | - | - | - | -- | -- | -- | --- |
| Países Bajos | 3 | 3 | 0 | 0 | 7  | 0  | 7  | 9   |
| Bielorrusia  | 3 | 2 | 0 | 1 | 4  | 5  | -1 | 6   |
| Turquía      | 3 | 1 | 0 | 2 | 3  | 2  | 1  | 3   |
| Gales        | 3 | 0 | 0 | 3 | 0  | 7  | -7 | 0   |

| 20 de marzo | Países Bajos | 1 - 0 | Gales        |
|             | Turquía      | 0 - 1 | Bielorrusia  |
| 22 de marzo | Países Bajos | 5 - 0 | Bielorrusia  |
|             | Gales        | 0 - 3 | Turquía      |
| 25 de marzo | Turquía      | 0 - 1 | Países Bajos |
|             | Bielorrusia  | 3 - 0 | Gales        |

## Grupo 5
| País      | J | G | E | P | GF | GC | GD | Pts |
| --------- | - | - | - | - | -- | -- | -- | --- |
| Francia   | 3 | 2 | 1 | 0 | 5  | 1  | 4  | 7   |
| Noruega   | 3 | 1 | 1 | 1 | 3  | 4  | -1 | 4   |
| Hungría   | 3 | 1 | 1 | 1 | 3  | 3  | 0  | 4   |
| Finlandia | 3 | 0 | 1 | 2 | 5  | 8  | -3 | 1   |

| 26 de marzo | Francia   | 2 - 0 | Noruega   |
|             | Hungría   | 3 - 2 | Finlandia |
| 28 de marzo | Francia   | 3 - 1 | Finlandia |
|             | Noruega   | 1 - 0 | Hungría   |
| 31 de marzo | Hungría   | 0 - 0 | Francia   |
|             | Finlandia | 2 - 2 | Noruega   |

## Grupo 6
| País              | J | G | E | P | GF | GC | GD | Pts |
| ----------------- | - | - | - | - | -- | -- | -- | --- |
| Islandia          | 3 | 1 | 2 | 0 | 8  | 7  | 1  | 5   |
| Portugal          | 3 | 1 | 2 | 0 | 2  | 1  | 1  | 5   |
| Rusia             | 3 | 1 | 1 | 1 | 8  | 7  | 1  | 4   |
| Irlanda del Norte | 3 | 0 | 1 | 2 | 4  | 7  | -3 | 1   |

| 19 de marzo | Portugal          | 0 - 0 | Rusia             |
|             | Irlanda del Norte | 2 - 2 | Islandia          |
| 21 de marzo | Portugal          | 0 - 0 | Islandia          |
|             | Rusia             | 3 - 1 | Irlanda del Norte |
| 24 de marzo | Irlanda del Norte | 1 - 2 | Portugal          |
|             | Islandia          | 6 - 5 | Rusia             |

## Grupo 7
| País    | J | G | E | P | GF | GC | GD | Pts |
| ------- | - | - | - | - | -- | -- | -- | --- |
| España  | 3 | 3 | 0 | 0 | 5  | 1  | 4  | 9   |
| Suiza   | 3 | 2 | 0 | 1 | 5  | 2  | 3  | 6   |
| Polonia | 3 | 1 | 0 | 2 | 3  | 4  | -1 | 3   |
| Suecia  | 3 | 0 | 0 | 3 | 3  | 9  | -6 | 0   |

| 26 de marzo | España  | 1 - 0 | Suiza   |
|             | Polonia | 3 - 1 | Suecia  |
| 28 de marzo | España  | 3 - 1 | Suecia  |
|             | Suiza   | 2 - 0 | Polonia |
| 31 de marzo | Polonia | 0 - 1 | España  |
|             | Suecia  | 1 - 3 | Suiza   |